# Docidomyia puellaris
Docidomyia puellaris är en tvåvingeart som beskrevs av White 1916. Docidomyia puellaris ingår i släktet Docidomyia och familjen svävflugor. Inga underarter finns listade i Catalogue of Life.